# Plethodon websteri
Plethodon websteri — вид хвостатих амфібій родини Безлегеневі саламандри (Plethodontidae).

## Поширення
Вид є ендеміком США. Поширений на сході країни у штатах Луїзіана, Міссісіпі, Алабама та Південна Кароліна, де зустрічається у помірних лісах.